# Łopuchowo (województwo wielkopolskie)
Łopuchowo – wieś w Polsce położona w województwie wielkopolskim, w powiecie poznańskim, w gminie Murowana Goślina.

## Części
| SIMC    | Nazwa | Rodzaj    |
| ------- | ----- | --------- |
| 0589949 | Gać   | część wsi |

## Historia

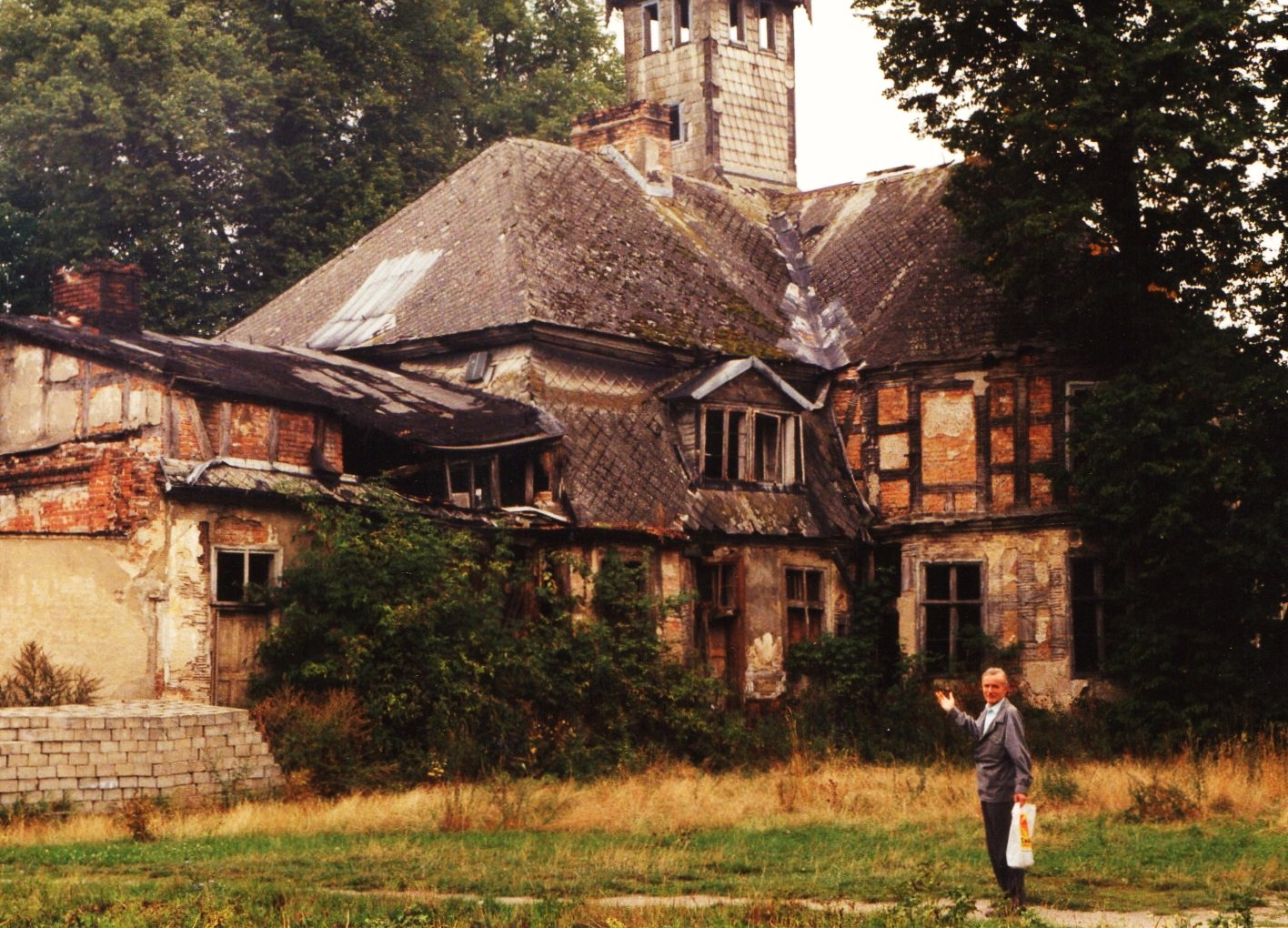
Dwór w Łopuchowie na początku lat 90. XX w. Budynek został doprowadzony do ruiny i zawalił się, obecnie nie istnieje.

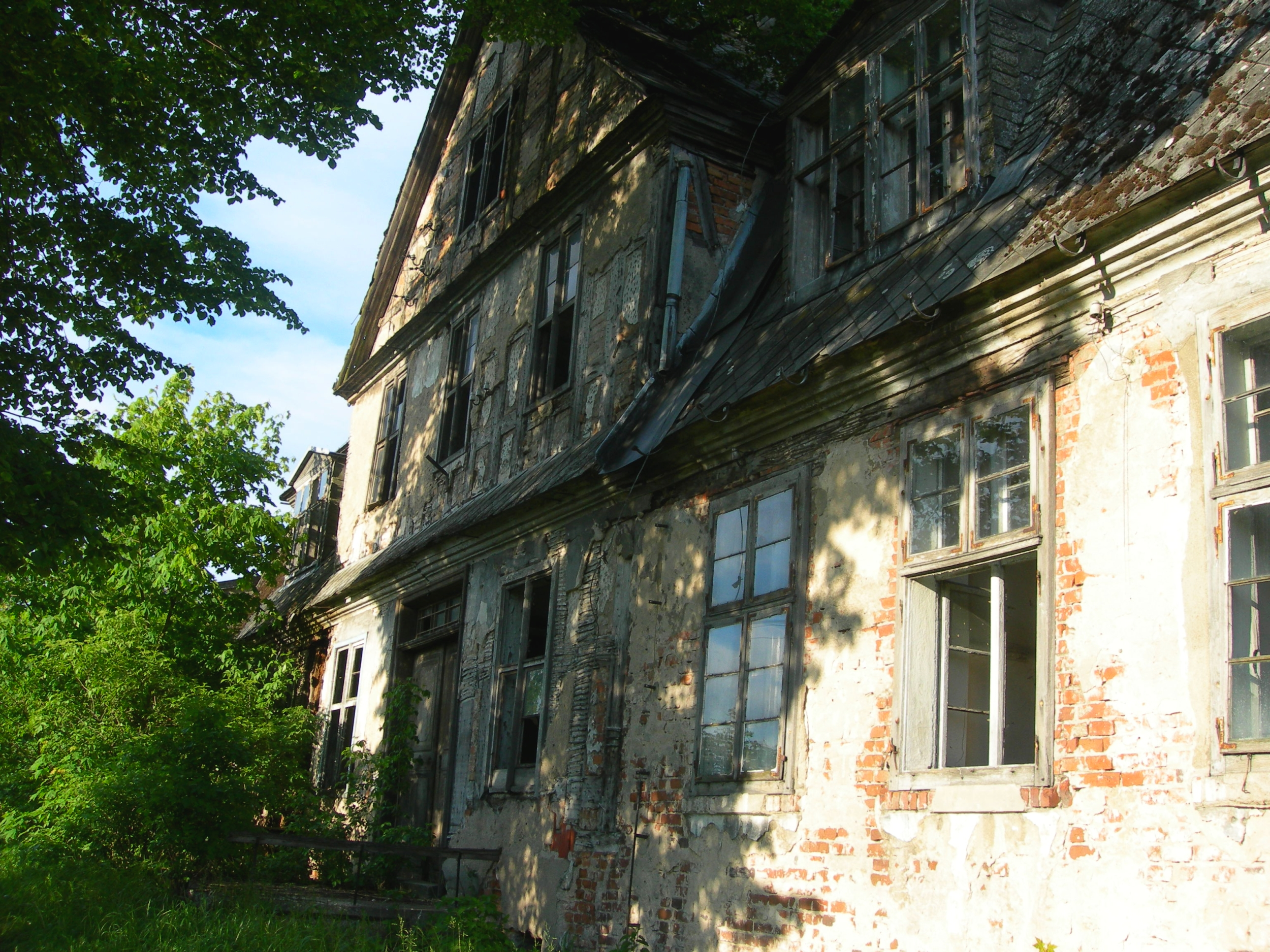
Dwór z 1780 r. w Łopuchowie w 2006 roku

Na terenie Gaci istniała wieś średniowieczna. Podczas badań archeologicznych z 2017 odkryto na jej terenie kilkanaście grobów szkieletowych, które mogły być elementem cmentarza przykościelnego. Wykopano także zabytki metalowe, m.in. monety z XV wieku.
Wieś szlachecka położona była w 1580 roku w powiecie poznańskim województwa poznańskiego.
Nazwę Łopuchowo wywodzą badacze od łopianu, którego sporo rośnie w okolicy, bądź też od kmiecia o imieniu lub przezwisku Łopuch. Na początku XIX w. wieś posiadali Świniarscy. W 1780 r. z ich inicjatywy w Łopuchowie zbudowano dwór szachulcowy. W 1806 r. Łopuchowo nabył Ksawery Chłapowski, który najprawdopodobniej dokonał rozbudowy dworu. Zapewne kiedyś prezentował się wspaniale – z wieżyczką na kalenicy i mansardowym dachem. Kolejnymi właścicielami posiadłości były rodziny Luther i Mosebach. Po 1945 dwór przeszedł pod użytkowanie Spółdzielni Rolniczej. W latach 1975–1998 miejscowość administracyjnie należała do województwa poznańskiego.
Obecnie w Łopuchowie stare budownictwo współistnieje z nowo powstałymi domami jednorodzinnymi. Łopuchowo posiada nowoczesne boisko piłkarskie miejscowego KS Łopuchowo.

## Komunikacja
Wieś jest położona 7 km na północny wschód od Murowanej Gośliny. Przebiega przez nią linia kolejowa nr 356 Poznań Wschód – Bydgoszcz Główna z dwoma przystankami kolejowymi: Łopuchowo i Łopuchowo Osiedle, zatrzymują się na nich pociągi Kolei Wielkopolskich relacji Poznań Główny – Gołańcz.